# Подпятник
Подпятник — упорный подшипник, способный к восприятию только осевых нагрузок. Может быть как подшипником качения, так и подшипником скольжения.
В некоторых устройствах и машинах, например в вертикальных электрогенераторах современных гидроэлектростанций, подпятник является одним из самых ответственных узлов. Воспринимая на себя всю массу вращающегося ротора турбины и действующее на его лопасти давление воды, он должен обладать способностью выдерживать огромную нагрузку. Обычно, вес генератора передаётся через подпятник прямиком на фундамент основания ГЭС. В крупных агрегатах осевое усилие на подпятник может достигать 2500 — 3000 тонн. Особой сложностью обладает режим работы генераторного подпятника при пуске и остановке силового агрегата электростанции.